# Ana Konjuh
Ana Konjuh (Dubrovnik, 27 de diciembre de 1997) es una tenista profesional croata. Ha llegado a ocupar  el lugar n.º 20 de la clasificación WTA en julio de 2017. 
El 26 de enero de 2013 fue la nº 1 en el ranking de júnior. En 2013, Konjuh ganó individuales y dobles en Abierto de Australia como júnior. También ganó individual júnior femenino en Abierto de Estados Unidos 2013.

## Títulos WTA (1; 1+0)

### Individual (1)
| Leyenda                                |
| Grand Slam (0)                         |
| Juegos Olímpicos (0)                   |
| WTA Tour Championships (0)             |
| P. Mandatory & Premier 5, WTA 1000 (0) |
| Premier, WTA 500 (0)                   |
| International, WTA 250 (1)             |

| N.º | Fecha               | Torneo     | Superficie | Oponente en la final | Resultado     |
| --- | ------------------- | ---------- | ---------- | -------------------- | ------------- |
| 1.  | 15 de junio de 2015 | Nottingham | Hierba     | Monica Niculescu     | 1-6, 6-4, 6-2 |

#### Finalista (2)
| No. | Fecha              | Torneo   | Superficie    | Oponente en la final | Resultado      |
| 1.  | 7 de enero de 2017 | Auckland | Dura          | Lauren Davis         | 3-6, 1-6       |
| 2.  | 22 de mayo de 2021 | Belgrado | Tierra batida | Paula Badosa         | 2-6, 0-2, ret. |

## Actuación en TorneosGrand Slam
| Torneos                   | 2014 | 2015 | 2016 | 2017 | G–P   |
| ------------------------- | ---- | ---- | ---- | ---- | ----- |
| Grand Slam                |      |      |      |      |       |
| Abierto de Australia      | 1R   | 1R   | 2R   | 2R   | 2–4   |
| Roland Garros             | A    | 2R   | 2R   | 2R   | 3–3   |
| Wimbledon                 | 3R   | 1R   | 2R   |      | 3–3   |
| Abierto de Estados Unidos | A    | 2R   | CF   |      | 5–2   |
| G–P                       | 2–2  | 2–4  | 7–4  | 2–2  | 13–12 |